# Martijn Degreve
Martijn Degreve (Sint-Andries, 14 april 1993) is een Belgische jeugdwielrenner. Hij kreeg zijn opleiding bij het Avia team van Rik Devoogdt. Bij de nieuwelingen won hij de topcompetitie. In 2011 won hij de Ronde van Vlaanderen voor junioren, net als de Ronde van Nedersaksen. Hij was tevens West-Vlaams kampioen en won de slotrit van de Regio Tour. Op het WK wielrennen voor junioren werd hij 2de. Vanaf 2012 komt hij uit voor EFC Quick Step, de jeugdploeg van Omega Pharma Quick Step.

## Belangrijkste resultaten
2009
2e jaars nieuweling
- 1e topcompetitie eindklassement
- 1e ASVO-radjugend tour eindklassement

2010
1e jaars junior
- 5e Acht van Bladel eindklassement

2011
2e jaars junior
- 2e Wereldkampioenschap wielrennen, wegwedstrijd junioren
- 1e Ronde van Vlaanderen
- 1e internationale niedersachsen-rundfahrt der junioren eindklassement + 1e rit
- 1e in de 4e rit Rothaus Regio-Tour
- 1e Provinciaal kampioenschap wegrit West-Vlaanderen

## Ploegen
- 2014-EFC-Omega Pharma-Quick Step